# Felice Accrocca
Felice Accrocca (Cori, 2 de dezembro de 1959) é um prelado italiano da Igreja Católica que é arcebispo de Benevento desde 2016.

## Biografia
Felice Accrocca nasceu em 2 de dezembro de 1959 em Cori, na província de Latina, Lazio. Ele estudou no seminário do Pontifício Colégio Leoniano em Anagni. Foi ordenado sacerdote pela Diocese de Latina-Terracina-Sezze-Priverno em 12 de junho de 1986.  Após a ordenação, tornou-se pároco associado na Igreja da Assunção de Maria, na Cisterna di Latina. Em 1989, tornou-se pároco da Igreja de São Lucas em Latina, onde permaneceu até 2004. Foi então transferido para a Igreja São Pio X, também em Latina. Finalmente, foi nomeado pároco da Igreja do Sagrado Coração de Latina em 2012. 
Ele também foi o coordenador dos grupos de leigos da diocese, diretor da revista diocesana mensal "Chiesa Pontina" e foi o vigário episcopal para os assuntos pastorais.
Accrocca foi também professor de história medieval na Pontifícia Universidade Gregoriana, em Roma, onde promoveu os seus estudos dos medievais franciscanos, a publicação de numerosos livros e ensaios. 

### Ministério episcopal
Em 18 de fevereiro de 2016, o Papa Francisco nomeou Accrocca arcebispo de Benevento, sucedendo a Andrea Mugione, que se aposentou devido à idade.  Em 15 de maio foi consagrado bispo por Mariano Crociata, bispo de Latina-Terracina-Sezze-Priverno e pelos co-consagradores o arcebispo Giuseppe Petrocchi e o arcebispo Andrea Mugione na Igreja do Sagrado Coração, onde havia sido pastor.  Ele foi empossado em 12 de junho  e recebeu seu pálio como metropolita do Papa Francisco em 29 de junho na Basílica de São Pedro. Ele escolheu como seu lema episcopalNisi dominus ædificaverit (A menos que o Senhor construa a casa), o versículo inicial de ( Salmo 127 ).
Em 5 de dezembro de 2020, o Papa Francisco o nomeou membro da Congregação para as Causas dos Santos. 
Dentro da Conferência Episcopal Italiana é membro das comissões para a evangelização e para a cooperação intereclesial. 